# Associação Brasileira de Pebolim
A Associação Brasileira de Pebolim (ABP) é a entidade máxima do Pebolim no Brasil, foi fundada em 7 de março de 2007 e filiou-se a International Table Soccer Federation no mesmo ano. A ABP é responsável pela organização de campeonatos de alcance nacional, como o Campeonato Brasileiro de Pebolim.
A associação abrange mais de 600 jogadores por todo o Brasil e contém 16 clubes associados.

## Campeonato brasileiro
É o torneio nacional de Pebolim no Brasil. É organizado anualmente pela ABP desde o ano de 2008. Do ano de estréia até o ano de 2010, o torneio era realizado em apenas 2 categorias: individuais e duplas. A partir de 2011, o torneio passou a apresentar diversas categorias: Individual Open (1ª e 2ª divisões), Duplas Open, Sênior (para jogadores maiores de 50 anos de idade), Junior (para jogadores menores de 18 anos de idade) e Feminino.

## Presidentes
| Nº | Presidente      | Período           |
| -- | --------------- | ----------------- |
| 1  | Clayton Fonseca | 2007 - atualmente |

## Clubes associados
| Clube/Associação                            | Cidade             | Estado |
| ------------------------------------------- | ------------------ | ------ |
| Federação Capixaba de Pebolim               | Guarapari          | ES     |
| Equipe NAJA de Pebolim                      | São Vicente        | SP     |
| Amigos do Pebolim                           | Guarulhos          | SP     |
| Sumaré Pebolim Clube                        | Sumaré             | SP     |
| Clube Belmonte de Futebol Pebolim           | Rio de Janeiro     | RJ     |
| Associação Pernambucana de Pebolim          | Recife             | PE     |
| Associação Catarinense de Pebolim           | Lages              | SC     |
| União Piracicabana de Pebolim               | Piracicaba         | SP     |
| Clube do Pebolim                            | Jundiaí            | SP     |
| Associação Paranaense de Pebolim            | Curitiba           | PR     |
| Associação Paraibana de Foosball            | Campina Grande     | PB     |
| Ultimate League Pebolim Football            | Araçariguama       | SP     |
| Associação Cearense de Jogadores de Pebolim | Fortaleza          | CE     |
| Liga Jogadores por Jogadores                | São Caetano do Sul | SP     |
| Equipe Niterói de Pebolim                   | Niterói            | RJ     |
| Associação Teresopolitana de Pebolim        | Teresópolis        | RJ     |